# NGC 1334
 NGC 1334 ist eine Spiralgalaxie vom Hubble-Typ Sbc im Sternbild Perseus am Nordsternhimmel. Sie ist schätzungsweise 195 Millionen Lichtjahre von der Milchstraße entfernt und hat einen Durchmesser von etwa 85.000 Lj. Die Galaxie gilt als Mitglied des Perseushaufens Abell 426.

Im selben Himmelsareal befindet sich u. a. die Galaxie NGC 1335.
Das Objekt am wurde am 14. Februar 1863 von Heinrich d’Arrest entdeckt.